# Cracker (serie de televisión británica)
Cracker es una serie policíaca británica producida por Granada Television para ITV, creada y escrita principalmente por Jimmy McGovern. El programa está ambientado en Mánchester y presenta a un psicólogo forense (conocido como cracker o «descifrador»),  el Dr. Edward «Fitz» Fitzgerald, interpretado por Robbie Coltrane. Este trabaja con la policía del condado de Gran Mánchester para ayudarle a resolver crímenes.
El programa consta de tres temporadas,  que se emitieron originalmente de 1993 a 1995. En 1996, se emitió un episodio especial de 100 minutos de duración, ambientado en Hong Kong. Y en el 2006, se emitió otro especial de dos horas. La serie ganó el premio de la Academia Británica de las Artes Cinematográficas y de la Televisión (BAFTA) a la mejor serie dramática en 1995 y 1996, y Coltrane recibió el premio BAFTA al mejor actor de televisión en tres años consecutivos (en 1994, 1995 y 1996).

## Sinopsis
Fitz es un escocés de origen irlandés, alcohólico, fumador empedernido, obeso, con un estilo de vida sedentario, adicto a los juegos de azar, maníaco, malhablado y sarcástico, pero a la vez intelectual y con una mente brillante. Es un genio en su especialidad: la psicología forense. Tal como él mismo confiesa en el episodio Brotherly Love:I drink too much; I smoke too much; I gamble too much. I am too much! 
Cada caso abarcaba varios episodios. Con frecuencia, se utilizaba el recurso de un final en suspenso (cliffhanger), pero no fue hasta el final de la segunda temporada cuando se empleó uno para cerrarla. Algunos de los argumentos de los casos tomaban hechos reales como punto de partida, como la tragedia de Hillsborough, por ejemplo, mientras que otros eran completamente ficticios y sólo tenían vínculos tangenciales con hechos reales.
A lo largo de la serie se exploraron tipos distintos de psicópatas, con motivaciones psicológicas cada vez más complejas. A mediados de la segunda temporada, estas psicopatías empezaron a extenderse más allá de los criminales que estaban siendo investigados, hasta llegar a los miembros del elenco. A medida que avanzaba la serie, los argumentos giraban en torno tanto a las interacciones de los personajes como a los crímenes.  De hecho, en muchos episodios posteriores, los crímenes a menudo se convirtieron en el telón de fondo de exploraciones intensas y provocativas de las reacciones de los agentes de policía ante los crímenes que investigaban.
Para subrayar la delgada línea que separa a la policía (y a Fitz) y a los delincuentes en la estrecha relación entre ambos grupos, las tres temporadas incluyeron varias tramas en las que los agentes de policía se convertían en víctimas de delitos o en las que ellos mismos cometían actos delictivos tales como violación, obstrucción a la justicia y asalto con agresión física.

## Personajes

### Elenco principal
- Robbie Coltrane como el Dr. Edward «Fitz» Fitzgerald. Según el creador de la serie, Jimmy McGovern, el personaje lleva el nombre del poeta inglés Edward FitzGerald.[11] Coltrane ganó tres premios BAFTA consecutivos por el papel, un logro obtenido solamente por Michael Gambon, Helen Mirren y Julie Walters.
- Christopher Eccleston como el Inspector en Jefe David Billborough
- Ricky Tomlinson como el Inspector en Jefe Charlie Wise
- Geraldine Somerville como la Sargento Jane «Panhandle» Penhaligon
- Lorcan Cranitch como el Sargento Jimmy Beck
- Barbara Flynn como Judith Fitzgerald
- Kieran O'Brien como Mark Fitzgerald
- Tess Thomson como Katy Fitzgerald
- John Evans como James Fitzgerald
- Ian Mercer como el Sargento George Giggs
- Colin Tierney como el Detective Bobby Harriman
- Robert Cavanah como el Detective Alan Temple
- Stan Finni como el Sargento Smith
- Wil Johnson como el Detective Michael Skelton
- Clive Russell como Danny Fitzgerald
- Amelia Bullmore (temporada 1, episodios 6 y 7) e Isobel Middleton (temporada 2, episodios 2, 3, y 9; temporada 3, episodio 2) como Catriona Bilborough
- Edward Peel como el Superintendente en Jefe

### Estrellas invitadas destacadas
- Adrian Dunbar como Thomas Francis Kelly
- Nicholas Woodeson como Michael Hennessy
- Andrew Tiernan como Sean Kerrigan
- Susan Lynch como Tina Brien
- Christopher Fulford como Nigel Cassidy
- Robert Carlyle como Albie Kinsella
- Samantha Morton como Joanne Barnes
- Jim Carter como Kenneth Trant
- Maureen O'Brien como Virginia Trant
- James Fleet como Michael Trant
- Cherith Mellor como Norma Trant
- Graham Aggrey como Floyd Malcolm
- Mark Lambert como David Harvey
- Bríd Brennan como Maggie Harvey
- John Simm como Bill Nash/Preece
- Liam Cunningham como Stuart Grady
- Paul Barber como Ian McVerry
- Emily Joyce como Janice
- Barnaby Kay como Dennis Philby
- Anthony Flanagan como Kenny Archer

## Episodios
La primera temporada transcurrió del 27 de septiembre al 8 de noviembre de 1993 y consistió en siete episodios. El año siguiente se transmitió la segunda temporada, que consistió en nueve episodios, del 10 de octubre al 5 de diciembre de 1994. Luego, la tercera incluyó siete episodios, del 22 de octubre al 27 de noviembre de 1995. Por último, los dos especiales se transmitieron el 28 de octubre de 1996 y, diez años más tarde, el 1 de octubre de 2006.

## Producción
Jimmy McGovern escribió todos los episodios de las dos primeras temporadas, a excepción de los tres de la trama serial  The Big Crunch, que fueron escritos por Ted Whitehead. En un principio, y tras afirmar que no tenía nothing more to write about,  McGovern había planeado irse después de la segunda temporada, pero se le permitió escribir el argumento controversial Men Should Weep, acerca del tema de violación, cuando aceptó contribuir con una historia en tres partes para la tercera temporada. Dos de las tramas seriales de McGovern, To Say I Love You y Brotherly Love (de la primera y la tercera temporada, respectivamente), recibieron Premios Edgar de la Asociación de Escritores de Misterio de Estados Unidos. Cada trama serial tuvo un director distinto, a excepción de To Be a Somebody y True Romance, ambas dirigidas por Tim Fywell.
Paul Abbott, quien produjo la segunda temporada, escribió el resto de los episodios (incluido el especial de larga duración White Ghost). Más adelante, Abbott creó varias series televisivas dramáticas como Touching Evil (1997), State of Play (2003) y Shameless (2004). Además, Nicola Shindler, quien trabajó como editora de guiones en el programa, fundó más tarde la productora independiente británica Red Production Company.
Del elenco habitual, sólo Coltrane y Tomlinson aparecieron en White Ghost (que se emitió con el título Lucky White Ghost en algunos mercados extranjeros), episodio especial ambientado en Hong Kong. Aunque el programa seguía teniendo una gran audiencia después de White Ghost, Coltrane se negó a volver como Fitz a menos que McGovern regresara como guionista.
Cracker regresó una década después de White Ghost con el episodio especial de 2006 titulado Nine Eleven, escrito por McGovern y dirigido por Antonia Bird. Coltrane, Flynn and O'Brien fueron los únicos actores que volvieron para interpretar sus papeles anteriores. Los papeles nuevos del Inspector en Jefe Walters, la Sargento Saleh y el Sargento McAllister fueron interpretados por Richard Coyle, Nisha Nayar y Rafe Spall respectivamente. El argumento trataba de que Fitz regresaba a Mánchester después de haber vivido en Australia por varios años con Judith y su hijo James (que había nacido durante la tercera temporada) para asistir a la boda de su hija Katy. La policía le pide ayuda a Fitz luego del asesinato de un comediante de un club nocturno estadounidense.

## Influencias
Por lo general, los argumentos del programa comienzan por mostrar el crimen que se está cometiendo, un formato que popularizó la serie Columbo. Ambos programas cuentan con un protagonista que resuelve crímenes a la vez que oculta una naturaleza inteligente y perspicaz tras una apariencia desaliñada. El mismo creador de Cracker, Jimmy McGovern, reconoce esta influencia cuando el personaje de Fitz presenta su resumen del caso en To Say I Love You de una manera que imita a Peter Falk.
La idea de la serie fue también, en parte, una reacción al enfoque de naturaleza procesal de la serie policíaca Prime Suspect (también de la empresa productora Granada Television), la cual ponía más énfasis en la verdad emocional y psicológica que en el procedimiento policial correcto. En una entrevista con la escritora y periodista inglesa Miranda Sawyer, McGovern señaló:

We had, a couple of interesting mantras we had. One was, the best stories, don’t get me wrong, we failed often. But at its best we had simplicity of narrative and complexity of character, and I think that’s a wonderful mantra for a TV drama. What you do not want is simplicity of character and complexity of narrative, that’s ridiculous. 

Por su parte, Gub Neal, quien produjo la primera temporada de Cracker, dijo:

That we had adopted the right approach was confirmed for me when Jacky Malton, the senior woman police officer who advised on Prime Suspect, said that although the way things happened in Cracker was sometimes highly improbable, the relationships between the police were in many ways much more credible than they had been in Prime Suspect. 

## Locaciones
La serie se filmó principalmente en el sur de Mánchester, en locaciones tales como Didsbury (donde vivía Fitz en la dirección ficticia de «15 Charlotte Road») y la estación de policía de Longsight. Los interiores de la estación de policía se filmaron en las antiguas oficinas del Daily Mirror en el centro de Mánchester, que en la actualidad es el complejo comercial The Printworks. Otras locaciones en Mánchester incluyeron la estación de Mánchester Victoria, la plaza de San Pedro, el estadio de fútbol Old Trafford, el centro comercial Arndale Centre, el Instituto de Ciencia y Tecnología de la Universidad de Mánchester (UMIST), la Universidad de Salford, el Hotel Ramada, el pub The Star and Garter (interiores y exteriores en el episodio Best Boys) y el supermercado Safeway (en la actualidad, Morrisons) en el área de Chorlton-cum-Hardy. La urbanización Hulme Crescents también se usó para filmar los dos primeros episodios de la primera temporada y el primer episodio de la segunda, durante la época en que estaba en proceso de demolición.
El primer episodio incluía varias escenas en vías férreas, las cuales se filmaron en el ferrocarril East Lancashire Railway en la ciudad de Bury (al norte de Mánchester), tanto en las mismas vías como en el interior de los carros y los vagones. Voluntarios del ferrocarril utilizaron palancas para mover los muelles de los vagones hacia arriba y abajo de modo que pareciera que el tren se estaba moviendo. Además, vertieron agua en las ventanas, entre los cristales y láminas de polietileno negro, para indicar que estaba oscuro y que llovía.

## Otras versiones
En 1997, se produjo un episodio corto de parodia, bajo el título Prime Cracker, para contribuir con el teletón benéfico Red Nose Day que realiza la BBC cada dos años para apoyar a la organización caritativa Comic Relief. La parodia, un cruce con el drama policíaco Prime Suspect (también de la ITV), estaba protagonizada por Coltrane y la actriz principal de aquella serie, Helen Mirren, como sus personajes de los programas respectivos y se burlaba de ambos.
Ese mismo año, se hizo una versión estadounidense de Cracker de 16 episodios, dirigida por Stephen Cragg y Michael Fields y protagonizada por Robert Pastorelli en el papel de Fitz. Los argumentos originales que tuvieron lugar en el Reino Unido se trasladaron a Los Ángeles. La serie se emitió en el Reino Unido con el título Fitz y terminó luego de la primera temporada.